# Gerardo González (líder social)
Luis Gerardo González Muñoz (Pasca, Cundinamarca; 10 de octubre de 1930-25 de octubre de 2015) fue un líder agrario, político, social y sindical colombiano que se dedicó a la lucha contra la exclusión de los campesinos y contra los latifundistas colombianos.
Ingresó al Partido Comunista de Colombia (hoy Partido Comunista Colombiano) en 1952, participó en todas las organizaciones campesinas fundadas desde la segunda mitad del siglo XX, en 1972 fue elegido presidente de la Asociación de Usuarios Campesinos de Cundinamarca, ANUCC; fue cofundador y presidente de Sintrainagro en 1976; participó en la creación de la Central Unitaria de Trabajadores, CUT, donde asumió el cargo de secretario agrario; a partir de 1987 fue elegido presidente de Fensuagro y desde allí gestionó la creación del Centro de Formación y Capacitación de Fensuagro en Viotá.
Es padre de «Byron Yepes» comandante de las FARC-EP quien obtuvo una curul en el Congreso 2018-2022, sin embargo no se posesionó debido a problemas de salud dejando esta curul a Carlos Alberto Carreño Marín.

## Biografía
Nació el 10 de octubre de 1930 en la vereda El Retiro del municipio de Pasca, Cundinamarca. Hijo de una madre liberal y un padre conservador, militó en el Partido Liberal, luego del asesinato de Jorge Eliécer Gaitán el 9 de abril de 1948 que dio inicio a la época denominada La Violencia, Gerardo se une, junto a su madre y hermanos, a la revuelta liberal de Pasca contra los conservadores, los "nueveabrileños" se tomaron la alcaldía de Pasca y apresaron a las autoridades, el levantamiento duró una semana.
En 1949 hasta 1950 fue llevado a prestar el servicio militar por el gobierno conservador al departamento de Santander, principalmente en los municipios de Zapatoca y San Vicente de Chucurí.
A mediados de 1950 bajo el nombre de «Anzola» se une a la resistencia armada de los liberales al mando de Juan de la Cruz Varela en el paŕamo de Sumapaz en contra de La Violencia.
En 1952 estando en la resistencia armada se une al Partido Comunista de Colombia y en 1953 durante el gobierno de facto del general Gustavo Rojas Pinilla, se desmoviliza en Cabrera, transformándose el comando militar de resistencia en un comando civil, por lo que Gerardo González se dedica a la organización del Frente Democrático de Liberación Nacional y al desarrollo del partido comunista en la región.
En 1955 el comando civil se transforma nuevamente en un comando militar de resistencia debido a que el presidente de facto el general Rojas Pinilla declara la región del Sumapaz como "zona de guerra", dando inicio a lo que se conoce como el "bombardeo del Sumapaz", "guerra del Sumapaz" o guerra de Villarrica; por lo que Gerardo González toma nuevamente las armas hasta 1957 cuando se termina el gobierno de Rojas Pinilla y se da inicio al Frente Nacional, que le ofreció una tregua a los alzados en armas. Durante el primer gobierno del Frente Nacional, González y otros líderes de la resistencia armada son elegidos concejales del recién creado municipio de Cabrera, cargos que no pudieron ejercer debido a la represión por parte de grupos de derecha armada llamados "Los pájaros" (los mismos chulavitas de La Violencia), de manera que González es designado por su partido político para conformar sindicatos agrarios por todo el departamento de Cundinamarca, alcanzando un gran reconocimiento por su trabajo de toda una vida en el sindicalismo agrario en unión con el sindicalismo obrero.
A partir de 1994 Gerardo González fue uno de los promotores de las Zonas de Reserva Campesina (ley 160/94), en 2002 se vio obligado a exiliarse en Bruselas y en el año 2010 retorno a Colombia donde fallece el 25 de octubre de 2015.